# Poljavnice
Poljavnice (szerbül: Пољавнице), falu Bosznia-Hercegovinában, Bosanska krajina területén, Novi Grad községben, a Szerb Köztársaságban. 

## Fekvése
Bosznia-Hercegovina nyugati részén, Banja Lukától légvonalban 71, közúton 86 km-re északnyugatra, községközpontjától 3 km-re északra, az Una jobb partján és a tőle keletre fekvő dombvidéken, 120 – 300 méteres tengerszint feletti magasságban fekszik. Maga a település a Novi Grad - Kostajnica főút alsó részén fekszik, és a dombvidéken Una folyótól a néhány kilométerre keletre levő Mazić és Žuljevica településekig terjed. Több, kis településből áll. Áthalad rajta a Novi Grad – Kostajnica vasútvonal is.

## Népessége
| Nemzetiségi csoport | Népesség 1991 | Népesség 2013 |
| ------------------- | ------------- | ------------- |
| Szerb               | 1094          | 1274          |
| Bosnyák             | 9             | 8             |
| Horvát              | 2             | 3             |
| Jugoszláv           | 21            | 0             |
| Egyéb               | 11            | 12            |
| Összesen            | 1137          | 1297          |

## Története
A település 1878-ig tartozott az Oszmán Birodalomhoz, ekkor a berlini kongresszus határozata alapján az Osztrák-Magyar Monarchia része lett. 1879-ben az első osztrák-magyar népszámlálás során a Kostajnicai járáshoz tartozó Novi község részeként a településnek 80 háztartása és 461 ortodox szerb lakosa volt. 1910-ben a Novi járásba tartozó községben, Poljavnicán 112 háztartást és 710 ortodox szerb és 5 katolikus horvát lakost találtak.
A monarchia szétesésével 1918-ben előbb a Szerb-Horvát-Szlovén Királyság, majd 1929-től a Jugoszláv Királyság része. 1921-ben a községnek 115 háztartása és 720 lakosa volt. Jugoszlávia megszállása után a falu a Független Horvát Állam (NDH) része lett. 1945-től a település a szocialista Jugoszlávia része volt. A Bosznia-Hercegovinában zajló polgárháború idején a település a Boszniai Szerb Köztársaság része volt. A daytoni békeszerződést követő területfelosztásnál a település, Novi Grad község részeként a Szerb Köztársaság területéhez került. 